# SuRie
Сюзанна Марі Корк, відома як SuRie (англ. Susanna Marie Cork; нар. 18 лютого 1989, Велика Британія) — британська співачка, яка представлятиме Велику Британію у 2018 році на пісенному конкурсі Євробачення-2018 в Лісабоні у Португалії з піснею «Storm». Вона раніше виконувала бек-вокал та була танцівницею для бельгійського музиканта Лоїк Нотте в 2015 році, також була музичним директором Бланш у 2017 році.